# Alfons Godall i Martínez
Alfons Godall i Martínez (Barcelona, 5 de juliol de 1962) és un economista català. Va ser directiu i vicepresident del FC Barcelona durant la presidència de Joan Laporta del 2003 al 2010.
Professionalment és empresari immobiliari i consultor econòmic i financer. Fou alumne dels maristes del passeig de Sant Joan i llicenciat en Econòmiques i Empresarials per la Universitat de Barcelona.

## Elefant Blau i Cercle Virtuós
L'any 1997 fou un dels impulsors i també el tresorer de l'Elefant Blau, grup opositor a la gestió presidencial de Josep Lluís Núñez al Futbol Club Barcelona. L'Elefant Blau va promoure, el 7 de març de 1998, un vot de censura contra Josep Lluís Núñez, on van rebre el suport de 24.863 socis, pels 40.327 que van aprovar la gestió del president. L'any 2000 va formar part de la candidatura de Lluís Bassat a les eleccions a la presidència del Barça. Tres anys després, el 2003, va convertir-se en un dels pilars de la candidatura encapçalada per Joan Laporta, que va guanyar les eleccions el 15 de juny de 2003 amb 27.138 vots (52,57% del total). Godall va ser el creador de la denominació “cercle virtuós” per explicar que els bons resultats esportius es tradueixen en imatge i projecció pel Club, que es beneficia de nous ingressos que han de revertir en la millora del club.

## Vicepresident del FC Barcelona (2003-2010)
Del 2003 al 2010, Godall va formar part de la junta directiva del president Joan Laporta. En aquest període, el FC Barcelona va viure una etapa d'expansió esportiva, econòmica i social. Es van guanyar 4 lligues espanyoles, 2 Llligues de Campions de la UEFA, 1 Mundial de clubs i nombrosos títols en les seccions professionals. El club va lluir la marca UNICEF a la samarreta i es van erradicar els aficionats violents de l'estadi.

## Eleccions a la presidència del FC Barcelona (2010)
El 25 de gener de 2010, Godall va presentar pre-candidatura a les eleccions del FC Barcelona amb el projecte "+ Barça". El 28 de març de 2010, després d'aproximar-se a Ferran Soriano, va perdre el suport del president Joan Laporta i anuncià la retirada de la seva candidatura. Finalment s'integrà a la candidatura liderada per Marc Ingla a les eleccions a la presidència del Club, en la qual figuraven els també exvicepresidents Ferran Soriano i Albert Vicens. A les eleccions del 13 de juny de 2010, en què va guanyar Sandro Rosell, la candidatura va quedar en tercer lloc amb només el 12,29% de vots.

## Vida personal
L'any 2015 va aparèixer a la llista Falciani d'evasors fiscals. Godall tenia un compte a Suïssa que va arribar a un màxim de 5,1 milions de dòlars entre el 2006 i el 2007.
Posteriorment, arran d'una piulada ofensiva a Twitter en què Godall titllava la diputada de la CUP Natàlia Sánchez de "lletja de collons", David Fernàndez el va titllar de "mediocre, miserable, misogin, masclista i xoriço", pel contingut de la piulada i per la seva aparició a la citada llista Falciani.